# Delgo, Sudan
Delgo este un oraș în Sudan. Calea ferată construită de Herbert Kitchener a trecut prin oraș, urmele sale fiind și astăzi vizibile. Este situl unui fost templu nubian.